# منتخب زامبيا لكرة اليد
منتخب زامبيا لكرة اليد هو الممثل الرسمي لدولة زامبيا في رياضة كرة اليد، تأهل لبطولة أفريقيا لكرة اليد للرجال مرتين في تاريخه 2020 و2022.